# Perisphincter chinensis
Perisphincter chinensis är en stekelart som beskrevs av Wang 1986. Perisphincter chinensis ingår i släktet Perisphincter och familjen brokparasitsteklar. Inga underarter finns listade i Catalogue of Life.